# Districte electoral de la Bisbal d'Empordà

Localització del districte electoral de La Bisbal (1899-1923)

El districte de La Bisbal fou una circumscripció electoral del Congrés dels Diputats utilitzada en les eleccions generals espanyoles entre 1871 i 1923. Es tractava d'un districte uninominal, ja que només era representat per un sol diputat.

## Àmbit geogràfic
El districte comprenia la part meridional del partit judicial de la Bisbal d'Empordà i el municipi de Llagostera, del partit de Girona. La part nord del partit de la Bisbal pertanyia al districte de Torroella.

## Diputats electes
| Elecció | Elecció        | Diputat                                 | Partit/Ideologia                    |
| ------- | -------------- | --------------------------------------- | ----------------------------------- |
|         | 1871           | José María Orense                       | Partit Republicà Democràtic Federal |
|         | Abril 1872     | Antonio Orense                          | Partit Republicà Democràtic Federal |
|         | 1873           | Miquel Matas i Gamirà                   | Sense dades                         |
|         | 1876           | Josep Maria Vehí i Ros                  | Conservador                         |
|         | 1879           | Albert Camps i Armet                    | Conservador                         |
|         | 1881           | Francesc Sala i de Pou                  | Conservador                         |
|         | 1883 (parcial) | Albert Camps i Armet                    | Conservador                         |
|         | 1891           | Pere Puig i Calzada                     | Conservador                         |
|         | 1893           | Josep Maria Vallès i Ribot              | Republicà federal                   |
|         | 1896           | José de la Cerda y Alvear               | Conservador                         |
|         | 1898           | Ramiro Alonso Padierna de Villapadierna | Liberal                             |
|         | 1899           | Josep Lletget Sardà                     | Republicà federal                   |
|         | 1901           | Jaume Roure i Prats                     | Liberal puigcerverista              |
|         | 1903 (parcial) | Josep Maria Vallès i Ribot              | Republicà federal                   |
|         | 1905           | Francesc Roure i Brauget-Massanet       | Liberal monterista                  |
|         | 1907           | Juli Marial i Tey                       | Republicà federal solidari          |
|         | 1910           | Salvador Albert i Pey                   | Republicà                           |

## Resultats electorals

### Dècada de 1920
| Eleccions generals del 29/04/1923 |                                    |                       |        |      |
| Partit/Ideologia                  | Partit/Ideologia                   | Candidat              | Vots   | %    |
|                                   | Nacionalista republicà             | Salvador Albert i Pey | 5.364  | 57,3 |
|                                   | Unió Monàrquica Nacional (albista) | José Segura y Solsona | 3.906  | 41,7 |
|                                   | Altres                             | Altres                | 2      | 0,0  |
| Vots en blanc                     | Vots en blanc                      | Vots en blanc         | 87     | 0,9  |
| Total                             | Total                              | Total                 | 9.359  | 100  |
| Cens/participació                 | Cens/participació                  | Cens/participació     | 13.738 | 68,1 |

| Eleccions generals del 19/12/1920 |                   |                        |        |      |
| Partit/Ideologia                  | Partit/Ideologia  | Candidat               | Vots   | %    |
|                                   | Republicà         | Salvador Albert i Pey  | 4.008  | 76,8 |
|                                   | Reformista        | Dionisio Ortego Ferrer | 1.104  | 21,2 |
|                                   | Altres            | Altres                 | 104    | 2,0  |
| Vots en blanc                     | Vots en blanc     | Vots en blanc          | 3      | 0,1  |
| Total                             | Total             | Total                  | 5.219  | 100  |
| Cens/participació                 | Cens/participació | Cens/participació      | 13.332 | 39,1 |

### Dècada de 1910
| Eleccions generals del 01/06/1919 |                         |                       |        |      |
| Partit/Ideologia                  | Partit/Ideologia        | Candidat              | Vots   | %    |
|                                   | Coalició republicana    | Salvador Albert i Pey | 4.617  | 85,6 |
|                                   | Comunió Tradicionalista | Joan Gomis i Llambias | 429    | 8,0  |
|                                   | Altres                  | Altres                | 104    | 1,9  |
| Vots en blanc                     | Vots en blanc           | Vots en blanc         | 246    | 4,6  |
| Total                             | Total                   | Total                 | 5.396  | 100  |
| Cens/participació                 | Cens/participació       | Cens/participació     | 13.345 | 40,4 |

| Eleccions generals del 24/02/1918 |                      |                       |        |      |
| Partit/Ideologia                  | Partit/Ideologia     | Candidat              | Vots   | %    |
|                                   | Coalició d'esquerres | Salvador Albert i Pey | 5.750  | 55,3 |
|                                   | Lliga Regionalista   | Joan Girona i Trius   | 4.392  | 42,2 |
|                                   | Altres               | Altres                | 6      | 0,1  |
| Vots en blanc                     | Vots en blanc        | Vots en blanc         | 253    | 2,4  |
| Vots nuls                         | Vots nuls            | Vots nuls             | 6      | 0,1  |
| Total                             | Total                | Total                 | 10.407 | 100  |
| Cens/participació                 | Cens/participació    | Cens/participació     | 14.286 | 72,8 |

| Eleccions generals del 09/04/1916 |                   |                        |        |      |
| Partit/Ideologia                  | Partit/Ideologia  | Candidat               | Vots   | %    |
|                                   | Republicà         | Salvador Albert i Pey  | 5.857  | 68,9 |
|                                   | Reformista        | Dionisio Ortego Ferrer | 4.251  | 50,0 |
| Vots en blanc                     | Vots en blanc     | Vots en blanc          | 190    | 2,2  |
| Total                             | Total             | Total                  | 8.502  | 100  |
| Cens/participació                 | Cens/participació | Cens/participació      | 14.363 | 59,2 |

| Eleccions generals del 08/03/1914 |                      |                              |        |      |
| Partit/Ideologia                  | Partit/Ideologia     | Candidat                     | Vots   | %    |
|                                   | Coalició republicana | Salvador Albert i Pey        | 6.111  | 52,2 |
|                                   | Lliga Regionalista   | Bonaventura Sabater i Burcet | 5.475  | 46,8 |
| Vots en blanc                     | Vots en blanc        | Vots en blanc                | 105    | 0,9  |
| Vots nuls                         | Vots nuls            | Vots nuls                    | 13     | 0,1  |
| Total                             | Total                | Total                        | 11.704 | 100  |
| Cens/participació                 | Cens/participació    | Cens/participació            | 14.434 | 81,1 |

| Eleccions generals del 08/05/1910 |                    |                         |        |       |
| Partit/Ideologia                  | Partit/Ideologia   | Candidat                | Vots   | %     |
|                                   | Republicà          | Salvador Albert i Pey   | 6.217  | 375,0 |
|                                   | Lliga Regionalista | Francesc Cambó i Batlle | 5.259  | 317,2 |
| Vots en blanc                     | Vots en blanc      | Vots en blanc           | 147    | 8,9   |
| Total                             | Total              | Total                   | 1.658  | 100   |
| Cens/participació                 | Cens/participació  | Cens/participació       | 14.322 | 11,6  |

### Dècada de 1900
| Eleccions generals del 21/04/1907 |                            |                    |        |      |
| Partit/Ideologia                  | Partit/Ideologia           | Candidat           | Vots   | %    |
|                                   | Republicà federal solidari | Juli Marial i Tey  | 5.841  | 97,8 |
|                                   | Republicà anti-solidari    | José Jorge Vinaixa | 116    | 1,9  |
| Vots en blanc                     | Vots en blanc              | Vots en blanc      | 14     | 0,2  |
| Total                             | Total                      | Total              | 5.971  | 100  |
| Cens/participació                 | Cens/participació          | Cens/participació  | 13.069 | 45,7 |

| Eleccions generals del 10/11/1905 |                                     |                                   |        |      |
| Partit/Ideologia                  | Partit/Ideologia                    | Candidat                          | Vots   | %    |
|                                   | Liberal monterista                  | Francesc Roure i Brauget-Massanet | 3.839  | 51,3 |
|                                   | Partit Republicà Democràtic Federal | Josep Maria Vallès i Ribot        | 3.609  | 48,3 |
|                                   | Altres                              | Altres                            | 16     | 0,2  |
| Vots en blanc                     | Vots en blanc                       | Vots en blanc                     | 13     | 0,2  |
| Total                             | Total                               | Total                             | 7.477  | 100  |
| Cens/participació                 | Cens/participació                   | Cens/participació                 | 12.664 | 59,0 |

| Elecció parcial del 26/05/1903 |                   |                            |        |      |
| Partit/Ideologia               | Partit/Ideologia  | Candidat                   | Vots   | %    |
|                                | Republicà federal | Josep Maria Vallès i Ribot | 4.043  | 51,1 |
|                                | Liberal           | Jaume Roure i Prats        | 3.842  | 48,6 |
|                                | Altres            | Altres                     | 4      | 0,1  |
| Vots en blanc                  | Vots en blanc     | Vots en blanc              | 20     | 0,3  |
| Total                          | Total             | Total                      | 7.909  | 100  |
| Cens/participació              | Cens/participació | Cens/participació          | 12.022 | 65,8 |

| Eleccions generals del 19/05/1901 |                        |                            |        |      |
| Partit/Ideologia                  | Partit/Ideologia       | Candidat                   | Vots   | %    |
|                                   | Liberal puigcerverista | Jaume Roure i Prats        | 2.737  | 39,4 |
|                                   | Republicà federal      | Josep Maria Vallès i Ribot | 2.434  | 35,1 |
|                                   | Liberal moretista      | Josep Maria Garay i Robant | 1.784  | 25,7 |
| Vots en blanc                     | Vots en blanc          | Vots en blanc              | 4      | 0,1  |
| Total                             | Total                  | Total                      | 6.941  | 100  |
| Cens/participació                 | Cens/participació      | Cens/participació          | 11.649 | 59,6 |

### Dècada de 1890
| Eleccions generals del 16/04/1899 |                   |                     |        |      |
| Partit/Ideologia                  | Partit/Ideologia  | Candidat            | Vots   | %    |
|                                   | Republicà federal | Josep Lletget Sardà | 3.946  | 54,7 |
|                                   | Altres            | Altres              | 3.267  | 45,3 |
| Total                             | Total             | Total               | 7.213  | 100  |
| Cens/participació                 | Cens/participació | Cens/participació   | 11.525 | 62,6 |

| Eleccions generals del 27/03/1898 |                   |                                         |        |      |
| Partit/Ideologia                  | Partit/Ideologia  | Candidat                                | Vots   | %    |
|                                   | Liberal           | Ramiro Alonso Padierna de Villapadierna | 4.258  | 57,7 |
|                                   | Altres            | Altres                                  | 3.116  | 42,3 |
| Total                             | Total             | Total                                   | 7.374  | 100  |
| Cens/participació                 | Cens/participació | Cens/participació                       | 11.561 | 63,8 |

| Eleccions generals del 12/04/1896 |                   |                           |        |      |
| Partit/Ideologia                  | Partit/Ideologia  | Candidat                  | Vots   | %    |
|                                   | Conservador       | José de la Cerda y Alvear | 3.560  | 50,4 |
|                                   | Altres            | Altres                    | 3.507  | 49,6 |
| Total                             | Total             | Total                     | 7.067  | 100  |
| Cens/participació                 | Cens/participació | Cens/participació         | 11.144 | 63,4 |

| Eleccions generals del 05/03/1893 |                   |                            |        |      |
| Partit/Ideologia                  | Partit/Ideologia  | Candidat                   | Vots   | %    |
|                                   | Republicà federal | Josep Maria Vallès i Ribot | 2.984  | 41,6 |
|                                   | Altres            | Altres                     | 4.197  | 58,4 |
| Total                             | Total             | Total                      | 7.181  | 100  |
| Cens/participació                 | Cens/participació | Cens/participació          | 11.147 | 64,4 |

| Eleccions generals del 01/02/1891 |                  |                     |       |
| Partit/Ideologia                  | Partit/Ideologia | Candidat            | Vots  |
|                                   | Conservador      | Pere Puig i Calzada | 2.686 |

### Dècada de 1880
| Eleccions generals del 04/04/1886 |                  |                      |       |      |
| Partit/Ideologia                  | Partit/Ideologia | Candidat             | Vots  | %    |
|                                   | Conservador      | Albert Camps i Armet | 581   | 57,4 |
|                                   | Altres           | Altres               | 432   | 42,6 |
| Total                             | Total            | Total                | 1.013 | 100  |

| Eleccions generals del 27/04/1884 |                   |                      |       |      |
| Partit/Ideologia                  | Partit/Ideologia  | Candidat             | Vots  | %    |
|                                   | Conservador       | Albert Camps i Armet | 692   | 95,7 |
|                                   | Altres            | Altres               | 31    | 4,3  |
| Total                             | Total             | Total                | 723   | 100  |
| Cens/participació                 | Cens/participació | Cens/participació    | 1.730 | 41,8 |

| Elecció parcial del 18/03/1883 |                   |                      |       |      |
| Partit/Ideologia               | Partit/Ideologia  | Candidat             | Vots  | %    |
|                                | Conservador       | Albert Camps i Armet | 505   | 56,4 |
|                                | Altres            | Altres               | 391   | 43,6 |
| Total                          | Total             | Total                | 896   | 100  |
| Cens/participació              | Cens/participació | Cens/participació    | 1.597 | 56,1 |

| Eleccions generals del 20/08/1881 |                  |                        |       |      |
| Partit/Ideologia                  | Partit/Ideologia | Candidat               | Vots  | %    |
|                                   | Conservador      | Francesc Sala i de Pou | 507   | 49,5 |
|                                   | Altres           | Altres                 | 517   | 50,5 |
| Total                             | Total            | Total                  | 1.024 | 100  |

### Dècada de 1870
| Eleccions generals del 20/04/1879 |                   |                      |       |      |
| Partit/Ideologia                  | Partit/Ideologia  | Candidat             | Vots  | %    |
|                                   | Conservador       | Albert Camps i Armet | 587   | 53,7 |
|                                   | Altres            | Altres               | 507   | 46,3 |
| Total                             | Total             | Total                | 1.094 | 100  |
| Cens/participació                 | Cens/participació | Cens/participació    | 1.647 | 66,4 |

| Eleccions generals del 20/01/1876 |                   |                        |       |      |
| Partit/Ideologia                  | Partit/Ideologia  | Candidat               | Vots  | %    |
|                                   | Conservador       | Josep Maria Vehí i Ros | 2.727 | 41,6 |
|                                   | Altres            | Altres                 | 3.836 | 58,4 |
| Total                             | Total             | Total                  | 6.563 | 100  |
| Cens/participació                 | Cens/participació | Cens/participació      | 9.500 | 69,1 |

| Eleccions generals del 10/05/1873 |                  |                       |       |      |
| Partit/Ideologia                  | Partit/Ideologia | Candidat              | Vots  | %    |
|                                   | Sense dades      | Miquel Matas i Gamirà | 5.222 | 67,5 |
|                                   | Altres           | Altres                | 2.520 | 32,5 |
| Total                             | Total            | Total                 | 7.742 | 100  |

| Eleccions generals del 24/08/1872 |                                     |                |       |       |
| Partit/Ideologia                  | Partit/Ideologia                    | Candidat       | Vots  | %     |
|                                   | Partit Republicà Democràtic Federal | Antonio Orense | 3.805 | 100,0 |
| Total                             | Total                               | Total          | 3.805 | 100   |

| Eleccions generals del 03/04/1872 |                                     |                |       |       |
| Partit/Ideologia                  | Partit/Ideologia                    | Candidat       | Vots  | %     |
|                                   | Partit Republicà Democràtic Federal | Antonio Orense | 4.455 | 100,0 |
| Total                             | Total                               | Total          | 4.455 | 100   |

| Eleccions generals del 08/03/1871 |                                     |                   |       |      |
| Partit/Ideologia                  | Partit/Ideologia                    | Candidat          | Vots  | %    |
|                                   | Partit Republicà Democràtic Federal | José María Orense | 5.974 | 87,6 |
|                                   | Altres                              | Altres            | 843   | 12,4 |
| Total                             | Total                               | Total             | 6.817 | 100  |